# Wulfsmoor
Wulfsmoor ist eine Gemeinde im Kreis Steinburg in Schleswig-Holstein.

## Geografie und Verkehr
Wulfsmoor liegt 5 km südlich von Kellinghusen an der Bundesstraße 206 von Itzehoe nach Bad Bramstedt und der Bahnstrecke von Elmshorn nach Neumünster. Ein Teil des Breitenburger Moors liegt im Gemeindegebiet.
Zur Gemeinde gehört der Ortsteil Siebenecksknöll. Siebenecksknöll liegt an der Bahnstrecke Hamburg-Altona–Kiel. Früher bestand dort eine Haltestelle.

## Politik

### Gemeindevertretung
Bei der Kommunalwahl am 14. Mai 2023 wurden insgesamt neun Sitze vergeben. Diese fielen erneut alle an die Wählergemeinschaft Wulfsmoor. Die Wahlbeteiligung betrug 64,1 %.

### Wappen
Blasonierung: „Gesenkt geteilt. Oben in Gold ein silbern bewehrter, springender schwarzer Wolf, unten in Blau ein linksgewendeter, liegender silberner Torfspaten.“
Das Wappen der Gemeinde Wulfsmoor orientiert sich vorwiegend am Namen der Gemeinde. Den ersten Namensbestandteil vertritt der Wolf als altüberkommene heraldische Figur, den zweiten der Torfspaten als heraldisch zwar ungewöhnliches, für die Moornutzung aber typisches Gerät.